# Кирбасова, Мария Ивановна
Мария Ивановна Кирбасова (1941 — 2011, Финляндия) — российская общественная деятельница, основательница движения «Комитет солдатских матерей».

## Биография
Калмычка по национальности.
Во время Великой Отечественной войны была депортирована в Сибирь (см. Депортация калмыков).
В апреле 1991 года прошла учредительная конференция Общероссийской общественной организации «Комитет солдатских матерей России» с участием депутатов Верховного Совета СССР. Председателем организации была избрана Кирбасова.
В 1995 году, во время Первой Чеченской войны, организатор антивоенных акций, участница Марша Материнского Сострадания «Москва – Грозный». 
В 2008 году Мария Кирбасова приехала в Финляндию к дочери Кермен Сойту и просила о виде на жительство, ссылаясь на то, что слабое здоровье не позволяет ей жить одной.. Финские миграционные власти отказали ей в  возможности поселиться в Финляндии и велели вернуться в Россию, где у Кирбасовой не осталось близких родственников. Суд Хельсинки обязал иммиграционные власти пересмотреть поданный Кирбасовой запрос на получение вида на жительство. В 2009 году ей было разрешено остаться в Финляндии.
Скончалась в 2011 году в Финляндии в возрасте 70 лет.
Именем Кирбасовой был назван республиканский комитет солдатских матерей в Калмыкии.